# Ronnie Bucknum
Ronnie Bucknum (Albambra, Kalifornia, 1936. április 5. – San Luis Obispo, Kalifornia, 1992. április 23.) amerikai autóversenyző.

## Pályafutása
1964 és 1966 között a Formula–1-es világbajnokság tizenegy versenyén vett részt. Az 1964-es német nagydíjon debütált a sorozatban egy Honda RA271-esel. Ő volt az első pilóta aki a japán gyár autójával állt rajthoz a világbajnokságon. A tizenegy futamból mindössze nyolcszor ért célba. Egy alkalommal volt pontszerző, 1965-ben a mexikói nagydíjon ötödik lett.
Több alkalommal is rajthoz állt az indianapolisi 500 mérföldes-, valamint a Le Mans-i 24 órás versenyen. 1966-ban, Dick Hutcherson váltótársaként a harmadik helyen végzett Le Mans-ban.
Fia, Jeff Bucknum szintén autóversenyző.

## Eredményei

### Teljes Formula–1-es eredménysorozata
(Táblázat értelmezése)

(Félkövér: pole-pozícióból indult; dőlt: leggyorsabb kört futott) 

| Év   | Csapat          | Modell      | Motor     | 1   | 2      | 3      | 4      | 5   | 6      | 7   | 8      | 9      | 10    | Helyezés | Pont |
| ---- | --------------- | ----------- | --------- | --- | ------ | ------ | ------ | --- | ------ | --- | ------ | ------ | ----- | -------- | ---- |
| 1964 | Honda R & D Co. | Honda RA271 | Honda V12 | MON | NED    | BEL    | FRA    | GBR | GER Ki | AUT | ITA Ki | USA Ki | MEX   | -        | 0    |
| 1965 | Honda R & D Co. | Honda RA272 | Honda V12 | RSA | MON Ki | BEL Ki | FRA Ki | GBR | NED    | GER | ITA Ki | USA 13 | MEX 5 | 14.      | 2    |
| 1966 | Honda R & D Co. | Honda RA273 | Honda V12 | MON | BEL    | FRA    | GBR    | NED | GER    | ITA | USA Ki | MEX 8  |       | -        | 0    |

### Le Mans-i 24 órás autóverseny
| Év   | Csapat                            | Autó             | Csapattárs      | Helyezés |
| ---- | --------------------------------- | ---------------- | --------------- | -------- |
| 1965 | Shelby-American Inc.              | Ford GT40 Mk.I   | Herbert Müller  | Kiesett  |
| 1966 | Holman & Moody / Essex Wire Corp. | Ford GT40 Mk.II  | Dick Hutcherson | 3.       |
| 1967 | Shelby-American Inc.              | Ford GT40 Mk.IIB | Paul Hawkins    | Kiesett  |
| 1970 | North American Racing Team        | Ferrari 512S     | Sam Posey       | 4.       |

### Indy 500
| Év   | Modell    | Motor     | Rajthely        | Eredmény |
| ---- | --------- | --------- | --------------- | -------- |
| 1966 | Lola      | Chevrolet | Nem kvalifikált |          |
| 1967 | Gerhardt  | Ford      | Nem kvalifikált |          |
| 1968 | Eagle     | Ford      | 19.             | 21.      |
| 1969 | Eagle     | Offy      | 16.             | 30.      |
| 1970 | Cecil     | Ford      | 27.             | 15.      |
| 1971 | Vollstedt | Ford      | Nem kvalifikált |          |